# Alvações do Corgo
Alvações do Corgo ist eine Gemeinde im nordportugiesischen Kreis Santa Marta de Penaguião (Distrikt Vila Real). Sie umfasst eine Fläche von 4,3 km² und hat 405 Einwohner (Stand 19. April 2021).
Die Gemeinde liegt etwa zweieinhalb Kilometer östlich der Kreisstadt Santa Marta de Penaguião am Fluss Corgo. Wirtschaftlich ist der Ort von Landwirtschaft, Wein- und Olivenanbau geprägt.
Zu den Sehenswürdigkeiten gehören die Pfarrkirche, die Capela da Azinheira sowie zwei Meilensteine aus Granit.
Schutzpatron des Ortes ist der heilige Antonius, dessen Fest jährlich am 13. Juni gefeiert wird.  